# Notaden melanoscaphus
Notaden melanoscaphus é uma espécie de anfíbio da família Limnodynastidae.
É endémica da Austrália.
Os seus habitats naturais são: savanas áridas, savanas húmidas, campos de gramíneas subtropicais ou tropicais secos de baixa altitude, pântanos e marismas intermitentes de água doce.